# كيلي يونكر
كيلي يونكر (بالهولندية: Kelly Jonker)‏ (مواليد 23 مايو 1990)،لاعبة هوكي حقل هولندية.
شاركت كيلي في اولمبياد 2012 وحصلت على الميدالية الذهبية مع منتخب بلادها.

## روابط خارجية
- كيلي يونكر على موقع الاتحاد الدولي للهوكي (الإنجليزية)
- كيلي يونكر على موقع اللجنة الأولمبية الدولية (الإنجليزية)
- كيلي يونكر على موقع أوليمبيديا (الإنجليزية)
- كيلي يونكر على موقع تيم أن.أل (الهولندية)